# Trilj
Trilj je město ve vnitrozemí Dalmácie v Chorvatsku. Nachází se jihovýchodně od obce Sinj a severovýchodně od Splitu. Celkový počet obyvatel samosprávné oblasti je 10 799 obyvatel, z toho 2 381 ve městě Trilj a zbytek v ostatních sídlech, například Košute s 1 752 obyvateli (sčítání lidu 2001).